# Razije szultána
Razije szultána (1517 – 1521) oszmán szultána, I. Szulejmán szultán lánya, anyja kiléte ismeretlen.  Razije anyjának talán volt még egy gyereke, Murád herceg. De az hogy Murád, Razije anyjának volt a fia nem teljesen biztos. Mikor 1521 őszén eljutott a Régi palotába is a pestis járvány Razije szultána és két fiútestvére, Mahmud és Murád is belehaltak. Tasasiz Razije Sultan („Gondtalan Razije szultána”) néven is szerepel.

## A modern kultúrában
A Szulejmán című török televíziós sorozatban születik Szulejmánnak egy Razije nevű lánya, de a névazonosságot leszámítva nincs köze a történelmi Razijéhez, aki néhány évvel volt idősebb Mihrimahnál; a sorozatban Razije anyjaként feltüntetett Nazenin fiktív személy.